# Typophyllum cinnamum
Typophyllum cinnamum är en insektsart som beskrevs av Bolívar, I. 1890. Typophyllum cinnamum ingår i släktet Typophyllum och familjen vårtbitare. Inga underarter finns listade i Catalogue of Life.